# Peter Lönn
Peter Roland Mikael Lönn (født 13. juli 1961 i Norrköping, Sverige) er en svensk tidligere fodboldspiller (forsvarer).
Lönn spillede 11 sæsoner hos IFK Norrköping i sin fødeby, og vandt det svenske mesterskab med klubben i 1989. Han tilbragte også to sæsoner hos Neuchatel Xamax i den schweiziske liga.
Lönn spillede syv kampe for det svenske landshold, som han debuterede for 18. april 1987 i en venskabskamp på udebane mod Sovjetunionen. Han repræsenterede desuden det svenske U/21-landshold ved OL 1988 i Seoul.

## Titler
Allsvenskan
- 1989 med IFK Norrköping

Svenska Cupen
- 1988 med IFK Norrköping